# Kallipalya, Gubbi
Kallipalya là một làng thuộc tehsil Gubbi, huyện Tumkur, bang Karnataka, Ấn Độ.